# Lacinipolia albifascia
Lacinipolia albifascia là một loài bướm đêm trong họ Noctuidae.